# Ледина (Севница)
Ледина (словен. Ledina,   или Ledin) је насељено место у општини Севница, Посавска регија, Словенија.

## Историја
До територијалне реорганизације у Словенији била је у саставу старе општине Севница.

## Становништво
У попису становништва из 2011. године, Ледина је имала 243 становника.
| Број становника према пописима | Број становника према пописима | Број становника према пописима |
| ------------------------------ | ------------------------------ | ------------------------------ |
| 1991                           | 2002                           | 2011                           |
| 287                            | 248                            | 243                            |

Напомена: Године 1955. повећано за насеље Чретеж при Ледини, које је укинуто.